# 蘭開斯特 (密蘇里州)
蘭開斯特（英語：Lancaster）是位於美國密蘇里州斯凱勒縣的城市。同時該地也是斯凱勒縣的縣治。

## 人口
根據2020年美國人口普查的數據，蘭開斯特的面積為3.86平方千米，當中陸地面積為3.85平方千米，而水域面積為0.01平方千米。當地共有人口675人，而人口密度為每平方千米175人。